# HAOKムラドスト・ザグレブ
HAOKムラドスト・ザグレブ（HAOK Mladost Zagreb）は、クロアチア・ザグレブを本拠地とする男子バレーボールクラブ。

## 歴史
1903年創設の総合スポーツクラブ・HAŠKムラドストのバレーボール部門として、1946年に創設された。ユーゴスラビアリーグ時代はリーグ最多優勝17回、カップ最多優勝8回を誇る屈指の強豪として活躍。ユーゴスラビアのクラブの中で欧州チャンピオンズリーグ（チャンピオンズカップ）で3度ファイナル進出を果たしたのはムラドスト・ザグレブだけであり、欧州でも知られる強豪クラブであった。
クロアチアの独立に伴い、1992年に発足したクロアチアリーグへ移行。これまで優勝を争って来た強豪の多くはセルビアのクラブだったため、ライバル不在の中でのスタートを余儀なくされた。1997年欧州チャンピオンズリーグでは3位入賞を果たしたものの、近年はリーグ優勝を飾ってもチャンピオンズリーグに出場できず、チャレンジカップに出場している。

## 主な成績
ユーゴスラビアリーグ（17）
- 優勝：1948、1952、1962、1963、1965、1966、1968、1969、1970、1971、1977、1981、1982、1983、1984、1985、1986

 ユーゴスラビアカップ（8）
- 優勝：1978、1980、1981、1983、1984、1985、1986、1988

 クロアチアリーグ（16）
- 優勝：1993、1994、1995、1996、1997、1998、1999、2000、2001、2002、2003、2006、2007、2008、2010、2011

 クロアチアカップ（16）
- 優勝：1993、1994、1995、1996、1997、1998、1999、2000、2001、2002、2003、2004、2005、2006、2008、2009

 欧州チャンピオンズリーグ
- 準優勝：1964、1984、1985

## 歴代監督
- オレーク・アントロポフ

## 歴代所属選手
- ウラジミール・グルビッチ
- アンジェルコ・チュク
- 島田桃大